# Loggetta Veneziana
La Loggetta Veneziana de la Piazza del Popolo, à Cesena, fut construite par Andrea Malatesta en 1400 et complétée en 1466. Aujourd’hui le bâtiment héberge le musée de science naturelle.
La Rocchetta et la Loggetta Veneziana, projetées par l’architecte Matteo Nuti, furent édifiées dans le style militaire de la fin du XVe siècle ; anciennement ces structures étaient découvertes et dotées de créneaux et défenses ; aujourd’hui comme aux siècles passés, la Rocchetta se situe sur le côté sud de la Piazza del Popolo et, au cours des siècles, a subi plusieurs transformations jusqu’à sa forme actuelle.
En 1598, au pied de l’édifice, fut réalisée une fontaine publique souvent utilisée comme abreuvoir, supprimée au début du XXIe siècle.

## Torrione del Nuti
Le "Torrione del Nuti", de forme polygonale, fut édifié par l’architecte Matteo Nuti en collaboration avec Angelo Bucci de Cesena.

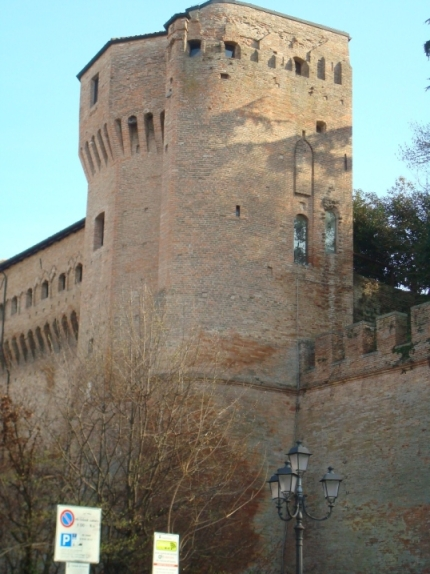
Torrione del Nuti
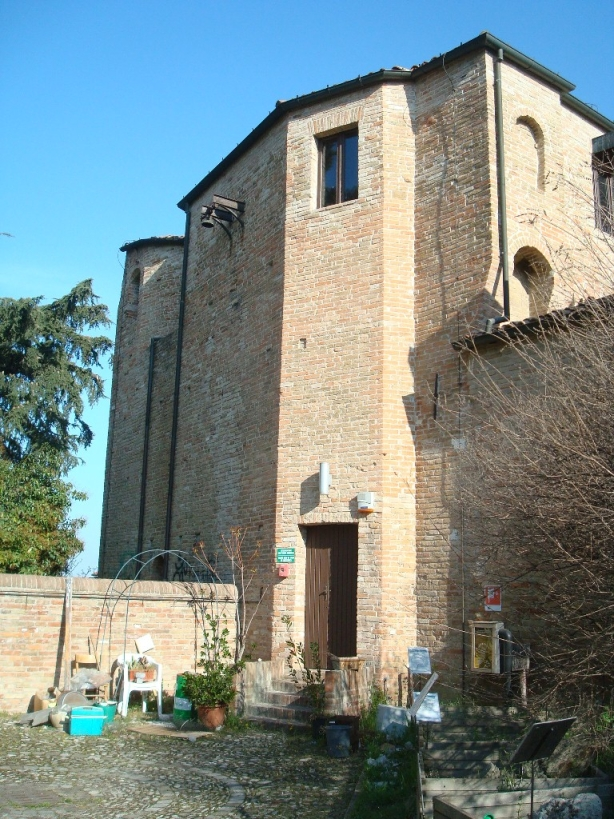
Vue arrière de la Loggetta et du Torrione
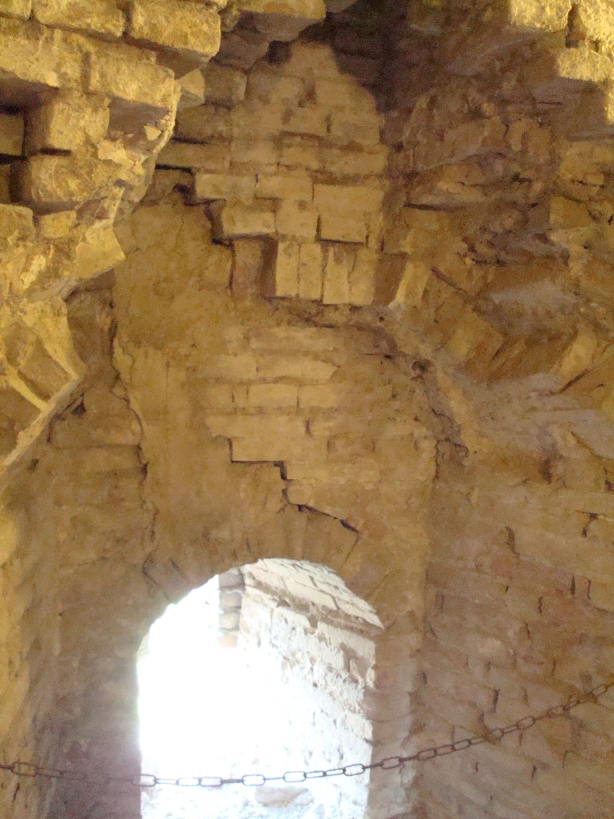
meurtrière
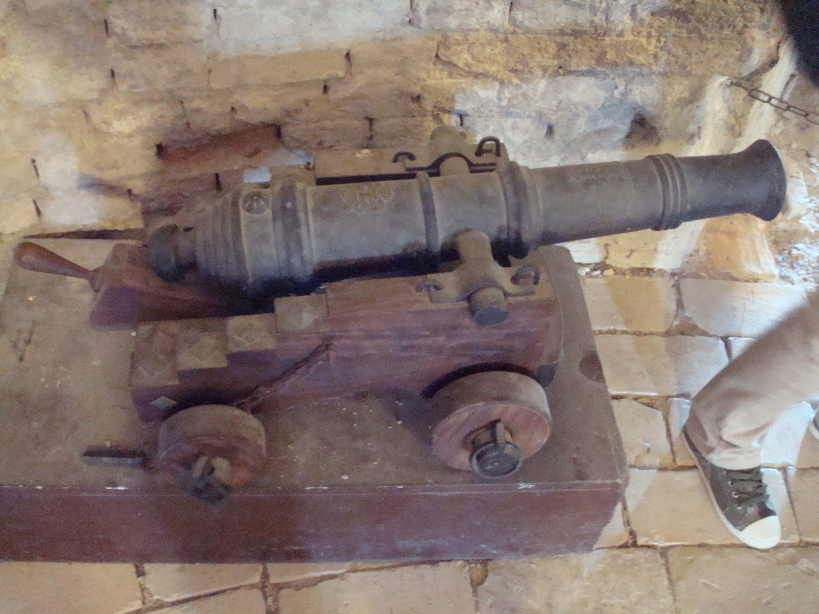
Canon
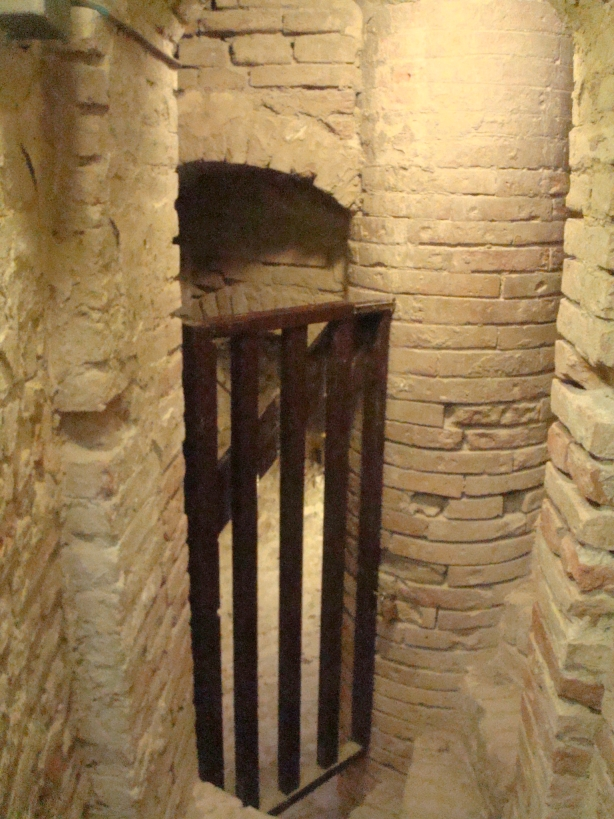
Escalier de descente dans la tour

## Musée des sciences naturelles

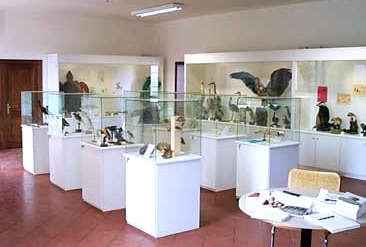
Musée des sciences naturelles

le Musée des sciences naturelles occupe le dernier étage de la Rocchetta, de la Loggetta Veneziana et du Torrione, donnant sur la Piazza del Popolo.
De valeur éducative particulière, il se compose de : Hall d'outils, couloir des coquillages et insectes de l’adriatique, salle des Animaux de la région de Cesena et enfin, la salle des Animaux du monde entier.

## Sources
- (it) Cet article est partiellement ou en totalité issu de l’article de Wikipédia en italien intitulé « Loggetta Veneziana » (voir la liste des auteurs).